# Perfume de violetas, nadie te oye
Perfume de violetas, nadie te oye è un film del 2001 diretto da Marisa Sistach.

## Riconoscimenti
- Premio Ariel

2001 - Miglior attrice a Ximena Ayala